# Puchar Narodów Afryki 2006 (składy)
25 turniej o tytuł najlepszej drużyny Afryki rozpoczął się 20 stycznia 2006 roku na stadionie w Kairze. Gospodarzem imprezy był Egipt. W nawiasach podano aktualny klub gracza.

## Angola
Trener:  Luís de Oliveira Gonçalves (ur. 22 czerwca 1960(dts))
| Nr | Pozycja | Zawodnik              | Data urodzenia            | Klub                      |
| -- | ------- | --------------------- | ------------------------- | ------------------------- |
| 1  | BR      | João Ricardo          | 7 stycznia 1970(dts)      | Bez klubu                 |
| 2  | OB      | Jacinto Pereira       | 12 grudnia 1974(dts)      | Atlético Sport Aviação    |
| 3  | OB      | Jamba                 | 10 lipca 1977(dts)        | Atlético Sport Aviação    |
| 4  | PM      | António Lebo Lebo     | 29 maja 1977(dts)         | Sagrada Esperança         |
| 5  | OB      | Kali                  | 11 października 1978(dts) | FC Barreirense            |
| 6  | PM      | Miloy                 | 27 maja 1981(dts)         | Interclube Luanda         |
| 7  | PM      | Paulo José Figueiredo | 28 listopada 1972(dts)    | Varzim SC                 |
| 8  | PM      | André Macanga         | 14 maja 1978(dts)         | Al Kuwait Kaifan          |
| 9  | NP      | Mantorras             | 18 marca 1982(dts)        | SL Benfica                |
| 10 | NP      | Akwá                  | 30 maja 1977(dts)         | Al-Wakrah Sport Club      |
| 11 | PM      | Johnson Macaba        | 23 listopada 1978(dts)    | Portuguesa São Paulo      |
| 12 | BR      | Luís Mamona João      | 1 lutego 1981(dts)        | Petro Atlético Luanda     |
| 13 | NP      | Édson Nobre           | 2 marca 1980(dts)         | FC Paços de Ferreira      |
| 14 | OB      | António Mendonça      | 9 października 1982(dts)  | Varzim SC                 |
| 15 | NP      | Maurito               | 24 czerwca 1981(dts)      | Al-Wahda Abu Zabi         |
| 16 | NP      | Flávio Amado          | 30 grudnia 1979(dts)      | Al-Ahly Kair              |
| 17 | PM      | Zé Kalanga            | 12 sierpnia 1983(dts)     | Petro Atlético Luanda     |
| 18 | NP      | Love                  | 14 marca 1979(dts)        | Atlético Sport Aviação    |
| 19 | NP      | Titi Buengo           | 11 lutego 1980(dts)       | Clermont Foot             |
| 20 | OB      | Locó                  | 25 grudnia 1984(dts)      | Benfica Luanda            |
| 21 | OB      | Luís Delgado          | 1 listopada 1979(dts)     | Primeiro de Agosto Luanda |
| 22 | BR      | Matumona Lundala      | 1 sierpnia 1972(dts)      | Sagrada Esperança         |
| 23 | OB      | Marco Abreu           | 8 grudnia 1974(dts)       | Portimonense SC           |

## Egipt
Trener:  Hassan Shehata (ur. 14 czerwca 1949(dts))
| Nr | Pozycja | Zawodnik              | Data urodzenia            | Klub               |
| -- | ------- | --------------------- | ------------------------- | ------------------ |
| 1  | BR      | Essam El-Hadary       | 15 stycznia 1973(dts)     | Al-Ahly Kair       |
| 2  | OB      | Ahmed El-Sayed        | 30 października 1980(dts) | Al-Ahly Kair       |
| 3  | OB      | Mohamed Abdelwahab    | 13 lipca 1983(dts)        | Al-Ahly Kair       |
| 4  | OB      | Ibrahim Said          | 16 października 1979(dts) | Zamalek Kair       |
| 5  | OB      | Abdel El-Saqua        | 30 stycznia 1974(dts)     | Konyaspor          |
| 6  | PM      | Hassan Mostafa        | 20 października 1979(dts) | Al-Ahly Kair       |
| 7  | OB      | Ahmed Fathi           | 10 listopada 1984(dts)    | Ismaily            |
| 8  | PM      | Moataz Eno            | 8 września 1984(dts)      | Zamalek Kair       |
| 9  | NP      | Hossam Hassan         | 10 sierpnia 1966(dts)     | Al-Masry Port Said |
| 10 | NP      | Emad Motaeb           | 20 lutego 1983(dts)       | Al-Ahly Kair       |
| 11 | PM      | Mohamed Shawky        | 5 października 1981(dts)  | Al-Ahly Kair       |
| 12 | PM      | Muhammad Barakat      | 20 listopada 1976(dts)    | Al-Ahly Kair       |
| 13 | OB      | Tarek El-Sayed        | 9 października 1978(dts)  | Zamalek Kair       |
| 14 | NP      | Abdel Halim Ali       | 24 października 1973(dts) | Zamalek Kair       |
| 15 | NP      | Mido                  | 23 lutego 1983(dts)       | Tottenham Hotspur  |
| 16 | BR      | Abdelwahed El-Sayed   | 3 czerwca 1977(dts)       | Zamalek Kair       |
| 17 | PM      | Ahmed Hassan          | 2 maja 1975(dts)          | Beşiktaş JK        |
| 18 | PM      | Samir Sabry           | 13 stycznia 1976(dts)     | ENPPI Club         |
| 19 | NP      | Amr Zaki              | 1 stycznia 1983(dts)      | ENPPI Club         |
| 20 | OB      | Wael Gomaa            | 3 sierpnia 1975(dts)      | Al-Ahly Kair       |
| 21 | PM      | Ahmed Eid Abdel Malek | 15 maja 1980(dts)         | Haras El-Hodood    |
| 22 | PM      | Mohamed Aboutreika    | 7 listopada 1978(dts)     | Al-Ahly Kair       |
| 23 | BR      | Mohamed Abdel Monsef  | 6 lutego 1977(dts)        | Zamalek Kair       |

## Ghana
Trener:  Ratomir Dujković (ur. 24 lutego 1946(dts))
| Nr | Pozycja | Zawodnik                | Data urodzenia            | Klub                   |
| -- | ------- | ----------------------- | ------------------------- | ---------------------- |
| 1  | BR      | Sammy Adjei             | 1 września 1980(dts)      | FC Aszdod              |
| 2  | OB      | Aziz Ansah              | 7 października 1980(dts)  | Asante Kotoko          |
| 3  | NP      | Louis Agyemang          | 4 marca 1983(dts)         | Kaizer Chiefs          |
| 4  | OB      | Samuel Kuffour          | 3 września 1976(dts)      | AS Roma                |
| 5  | OB      | John Mensah             | 29 listopada 1982(dts)    | Stade Rennais          |
| 6  | OB      | Emmanuel Pappoe         | 3 marca 1981(dts)         | Hapoel Kefar Sawa      |
| 7  | PM      | Laryea Kingston         | 7 listopada 1980(dts)     | Terek Grozny           |
| 8  | OB      | Hans Sarpei             | 28 czerwca 1976(dts)      | VfL Wolfsburg          |
| 9  | NP      | Prince Tagoe            | 9 listopada 1986(dts)     | Ittihad FC             |
| 10 | PM      | Stephen Appiah          | 24 grudnia 1980(dts)      | Fenerbahçe SK          |
| 11 | OB      | Francis Dickoh          | 13 grudnia 1982(dts)      | FC Nordsjælland        |
| 12 | PM      | Godwin Attram           | 7 sierpnia 1980(dts)      | Asz-Szabab Rijad       |
| 13 | NP      | Joetex Asamoah Frimpong | 17 kwietnia 1982(dts)     | Enyimba FC             |
| 14 | NP      | Matthew Amoah           | 24 października 1980(dts) | Borussia Dortmund      |
| 15 | PM      | John Paintsil           | 15 czerwca 1981(dts)      | Hapoel Tel Awiw        |
| 16 | BR      | George Owu              | 7 lipca 1982(dts)         | Ashanti Gold           |
| 17 | OB      | Daniel Edusei           | 2 września 1980(dts)      | Egaleo Ateny           |
| 18 | PM      | Abubakari Yakubu        | 13 grudnia 1981(dts)      | Vitesse Arnhem         |
| 19 | PM      | Hamza Mohammed          | 5 listopada 1980(dts)     | Real Tamale United     |
| 20 | NP      | Baba Adamu              | 20 października 1979(dts) | Krylja Sowietow Samara |
| 21 | OB      | Issah Ahmed             | 24 maja 1982(dts)         | Randers FC             |
| 22 | BR      | Philemon McCarthy       | 14 sierpnia 1983(dts)     | Feyenoord Academy      |
| 23 | PM      | Haminu Dramani          | 1 kwietnia 1986(dts)      | Crvena zvezda Belgrad  |

## Gwinea
Trener:  Patrice Neveu (ur. 24 marca 1954(dts))
| Nr | Pozycja | Zawodnik              | Data urodzenia           | Klub                  |
| -- | ------- | --------------------- | ------------------------ | --------------------- |
| 1  | BR      | Naby Diarso           | 1 stycznia 1977(dts)     | Satellite Konakry     |
| 2  | PM      | Pascal Feindouno      | 27 lutego 1981(dts)      | AS Saint-Étienne      |
| 3  | OB      | Ibrahima Sory Camara  | 1 stycznia 1985(dts)     | Parma F.C.            |
| 4  | OB      | Mamadi Kaba           | 15 czerwca 1982(dts)     | FC Gueugnon           |
| 5  | OB      | Dianbobo Baldé        | 5 października 1975(dts) | Celtic F.C.           |
| 6  | PM      | Pablo Thiam           | 4 stycznia 1974(dts)     | VfL Wolfsburg         |
| 7  | NP      | Fodé Mansaré          | 3 września 1981(dts)     | Toulouse FC           |
| 8  | OB      | Kanfory Sylla         | 7 lipca 1980(dts)        | Ethnikos Asteras      |
| 9  | NP      | Sambégou Bangoura     | 3 kwietnia 1982(dts)     | Stole City            |
| 10 | NP      | Ismaël Bangoura       | 2 stycznia 1985(dts)     | Le Mans FC            |
| 11 | NP      | Ibrahima Bangoura     | 8 grudnia 1982(dts)      | Troyes AC             |
| 12 | OB      | Morlaye Cissé         | 19 grudnia 1983(dts)     | CS Sedan              |
| 13 | NP      | Ousmane Bangoura      | 1 grudnia 1979(dts)      | Royal Charleroi       |
| 14 | PM      | Ibrahima Sory Souare  | 14 lipca 1982(dts)       | Jura Sud Foot         |
| 15 | OB      | Oumar Kalabane        | 4 kwietnia 1981(dts)     | AJ Auxerre            |
| 16 | BR      | Aboubacar Bangoura    | 1 stycznia 1982(dts)     | AS Châteauneuf-Neuvic |
| 17 | OB      | Mamadou Alimou Diallo | 2 grudnia 1984(dts)      | KSC Lokeren           |
| 18 | PM      | Mohammed Sylla        | 13 marca 1977(dts)       | Leicester City        |
| 19 | NP      | Kaba Diawara          | 16 grudnia 1975(dts)     | AC Ajaccio            |
| 20 | PM      | Ibrahim Yattara       | 3 czerwca 1980(dts)      | Trabzonspor           |
| 21 | OB      | Daouda Jabi           | 10 kwietnia 1981(dts)    | AC Ajaccio            |
| 22 | BR      | Kémoko Camara         | 4 maja 1975(dts)         | Hafia Konakry         |
| 23 | OB      | Sekouba Camara        | 10 sierpnia 1983(dts)    | AS Kaloum Star        |

## Kamerun
Trener:  Artur Jorge (ur. 13 lutego 1946(dts))
| Nr | Pozycja | Zawodnik             | Data urodzenia            | Klub                   |
| -- | ------- | -------------------- | ------------------------- | ---------------------- |
| 1  | BR      | Idriss Carlos Kameni | 18 lutego 1984(dts)       | RCD Espanyol           |
| 2  | OB      | Jean-Hugues Ateba    | 1 kwietnia 1981(dts)      | Paris Saint-Germain    |
| 3  | OB      | Timothée Atouba      | 17 lutego 1982(dts)       | Hamburger SV           |
| 4  | OB      | Rigobert Song        | 1 lipca 1976(dts)         | Galatasaray SK         |
| 5  | OB      | Raymond Kalla        | 22 kwietnia 1975(dts)     | Sivasspor              |
| 6  | OB      | Benoît Angbwa        | 1 stycznia 1982(dts)      | Krylja Sowietow Samara |
| 7  | PM      | Daniel Ngom Kome     | 19 maja 1980(dts)         | Ciudad de Murcia       |
| 8  | OB      | Geremi               | 20 grudnia 1978(dts)      | Chelsea Londyn         |
| 9  | NP      | Samuel Eto’o         | 10 marca 1981(dts)        | FC Barcelona           |
| 10 | PM      | Achille Emana        | 5 czerwca 1982(dts)       | Toulouse FC            |
| 11 | PM      | Jean Makoun          | 29 maja 1983(dts)         | Lille OSC              |
| 12 | OB      | Armand Deumi         | 12 marca 1979(dts)        | FC Thun                |
| 13 | PM      | Guy Feutchine        | 18 listopada 1976(dts)    | PAOK FC                |
| 14 | PM      | Alioum Saidou        | 19 lutego 1978(dts)       | Galatasaray SK         |
| 15 | NP      | Pierre Webó          | 20 stycznia 1982(dts)     | Osasuna Pampeluna      |
| 16 | BR      | Souleymanou Hamidou  | 22 listopada 1973(dts)    | Denizlispor            |
| 17 | BR      | Pierre-Owono Ebede   | 9 lutego 1980(dts)        | Panathinaikos AO       |
| 18 | NP      | Roudolphe Douala     | 25 września 1978(dts)     | Sporting CP            |
| 19 | PM      | Eric Djemba-Djemba   | 4 maja 1981(dts)          | Aston Villa            |
| 20 | PM      | Salomon Olembé       | 8 grudnia 1980(dts)       | Ar-Rajjan              |
| 21 | NP      | Pierre Boya          | 16 stycznia 1984(dts)     | Partizan Belgrad       |
| 22 | NP      | Albert Meyong Zé     | 19 października 1980(dts) | CF Os Belenenses       |
| 23 | OB      | André Bikey          | 8 stycznia 1985(dts)      | Reading F.C.           |

## Demokratyczna Republika Konga
Trener:  Claude Le Roy (ur. 6 lutego 1948(dts))
| Nr | Pozycja | Zawodnik                  | Data urodzenia         | Klub                 |
| -- | ------- | ------------------------- | ---------------------- | -------------------- |
| 1  | BR      | Pascal Kalemba            | 26 lutego 1979(dts)    | FC Saint Eloi Lupopo |
| 2  | OB      | Cyrille Mubiala Kitambala | 7 lipca 1974(dts)      | Ajax Kapsztad        |
| 3  | OB      | Dituabanza Nsumbu         | 31 stycznia 1982(dts)  | AS Vita Club         |
| 4  | PM      | Tsholola Tshinyama        | 15 maja 1980(dts)      | Ajax Kapsztad        |
| 5  | NP      | Mbala Mbuta Biscotte      | 7 kwietnia 1985(dts)   | Yverdon-Sport        |
| 6  | PM      | Albert Milambo-Mutamba    | 1 grudnia 1984(dts)    | Le Havre AC          |
| 7  | OB      | Christian Kinkela         | 25 maja 1982(dts)      | Amiens SC            |
| 8  | NP      | Trésor Mputu              | 10 grudnia 1985(dts)   | TP Mazembe           |
| 9  | NP      | Lomana LuaLua             | 28 grudnia 1980(dts)   | Portsmouth F.C.      |
| 10 | PM      | Zola Matumona             | 26 listopada 1981(dts) | Primeiro de Agosto   |
| 11 | PM      | Marcel Mbayo              | 23 kwietnia 1978(dts)  | Sakaryaspor          |
| 12 | PM      | Franck Matingou           | 4 grudnia 1979(dts)    | SC Bastia            |
| 13 | OB      | Nono Lubanzadio           | 27 stycznia 1980(dts)  | TP Mazembe           |
| 14 | NP      | Ngasanya Ilongo           | 8 sierpnia 1984(dts)   | DC Motema Pembe      |
| 15 | OB      | Hérita Ilunga             | 25 lutego 1982(dts)    | AS Saint-Étienne     |
| 16 | BR      | Dikete Tampungu           | 16 kwietnia 1980(dts)  | Bush Bucks           |
| 17 | NP      | Lelo Mbele                | 10 sierpnia 1987(dts)  | Orlando Pirates      |
| 18 | OB      | Gladys Bokese             | 12 września 1981(dts)  | DC Motema Pembe      |
| 19 | PM      | Jean-Paul Kalala          | 16 lutego 1982(dts)    | Grimsby Town         |
| 20 | OB      | Félicien Kabundi          | 15 maja 1980(dts)      | TP Mazembe           |
| 21 | PM      | Ngandu Kasongo            | 6 grudnia 1979(dts)    | TP Mazembe           |
| 22 | NP      | Musasa Kabamba            | 30 maja 1982(dts)      | Maritzburg United    |
| 23 | BR      | Francis Chansa            | 10 września 1974(dts)  | Orlando Pirates      |

## Libia
Trener:  Ilija Lončarević (ur. 8 października 1944(dts))
| Nr | Pozycja | Zawodnik                     | Data urodzenia            | Klub                |
| -- | ------- | ---------------------------- | ------------------------- | ------------------- |
| 1  | BR      | Samir Aboud                  | 29 września 1972(dts)     | Al-Ittihad Trypolis |
| 2  | OB      | Walid Ali Osman              | 28 lutego 1977(dts)       | Al-Ittihad Trypolis |
| 3  | OB      | Naji Shushan                 | 14 stycznia 1981(dts)     | Al-Ittihad Trypolis |
| 4  | OB      | Omar Daoud                   | 9 kwietnia 1983(dts)      | JS Kabylie          |
| 5  | OB      | Younes Al Shibani            | 27 czerwca 1981(dts)      | Olympic Azzaweya    |
| 6  | PM      | Marei Al Ramly               | 1 stycznia 1977(dts)      | Al-Ittihad Trypolis |
| 7  | PM      | Jehad Muntasser              | 26 lipca 1978(dts)        | Treviso FC          |
| 8  | PM      | Khaled Hussein               | 24 lutego 1977(dts)       | Al-Nasr Bengazi     |
| 9  | NP      | Ahmed Mahmoud Zuway          | 28 grudnia 1980(dts)      | Al-Ahly Benghazi    |
| 10 | NP      | Ahmed Saad Osman             | 7 sierpnia 1979(dts)      | Al-Ahly Trypolis    |
| 11 | NP      | Ahmed Faraj El Masli         | 28 grudnia 1979(dts)      | Al-Hilal Bengazi    |
| 12 | BR      | Luis de Agustini             | 5 kwietnia 1976(dts)      | Al-Ittihad Trypolis |
| 13 | OB      | Essam Rajab Blal             | 15 września 1978(dts)     | Olympic Azzaweya    |
| 14 | PM      | Tarik El Taib                | 28 lutego 1977(dts)       | Gaziantepspor       |
| 15 | PM      | Nader Kara                   | 19 stycznia 1980(dts)     | Olympic Azzaweya    |
| 16 | PM      | Nader Abdussalam Al Tarhouni | 24 października 1979(dts) | Al-Sailiya          |
| 17 | OB      | Mahmoud Maklouf Shafter      | 17 sierpnia 1975(dts)     | Al-Ittihad Trypolis |
| 18 | OB      | Osama Hamadi                 | 7 czerwca 1975(dts)       | Al-Ittihad Trypolis |
| 19 | PM      | Abdesalam Kames              | 12 kwietnia 1974(dts)     | Olympic Azzaweya    |
| 20 | NP      | Salem Ibrahim Al Rewani      | 28 lutego 1977(dts)       | Al-Ittihad Trypolis |
| 21 | BR      | Meftah Ghazalla              | 3 października 1977(dts)  | Al-Ittihad Trypolis |
| 22 | PM      | Madi Saad Belkher            | 4 lutego 1978(dts)        | Al-Hilal Bengazi    |
| 23 | PM      | Abdulnaser Slil              | 2 września 1981(dts)      | Al-Ittihad Trypolis |

## Maroko
Trener:  Mohamed Fakhir (ur. 18 października 1953(dts))
| Nr | Pozycja | Zawodnik             | Data urodzenia            | Klub                 |
| -- | ------- | -------------------- | ------------------------- | -------------------- |
| 1  | BR      | Tarik El Jarmouni    | 30 grudnia 1977(dts)      | FAR Rabat            |
| 2  | OB      | Walid Regragui       | 22 września 1975(dts)     | Racing Santander     |
| 3  | OB      | Noureddine Kacemi    | 17 października 1977(dts) | Grenoble Foot 38     |
| 4  | OB      | Abdeslam Ouaddou     | 1 listopada 1978(dts)     | Stade Rennais        |
| 5  | OB      | Abdeslam Ouaddou     | 4 lipca 1976(dts)         | Charlton Athletic    |
| 6  | OB      | Noureddine Naybet    | 10 lutego 1970(dts)       | Tottenham Hotspur    |
| 7  | NP      | Jaouad Zairi         | 14 kwietnia 1982(dts)     | FC Sochaux           |
| 8  | OB      | El Houssaine Ouchla  | 1 grudnia 1970(dts)       | FAR Rabat            |
| 9  | NP      | Ali Boussaboun       | 18 czerwca 1979(dts)      | Feyenoord            |
| 10 | NP      | Mohamed Madihi       | 15 lutego 1979(dts)       | Wydad Casablanca     |
| 11 | PM      | Mohamed El Yaagoubi  | 12 września 1977(dts)     | Osasuna Pampeluna    |
| 12 | BR      | Mustapha Chadili     | 14 lutego 1973(dts)       | Moghreb Tétouan      |
| 13 | PM      | Houssine Kharja      | 9 listopada 1982(dts)     | AS Roma              |
| 14 | PM      | Hafid Abdessadek     | 24 lutego 1974(dts)       | FAR Rabat            |
| 15 | PM      | Youssef Safri        | 3 stycznia 1977(dts)      | Norwich City         |
| 16 | OB      | El Amin Erbate       | 1 lipca 1981(dts)         | Qatar SC             |
| 17 | NP      | Marouane Chamakh     | 10 stycznia 1984(dts)     | Girondins Bordeaux   |
| 18 | PM      | Youssef Chippo       | 10 maja 1973(dts)         | Al-Wakrah Sport Club |
| 19 | NP      | Hicham Aboucherouane | 2 kwietnia 1981(dts)      | Lille OSC            |
| 20 | PM      | Youssouf Hadji       | 25 lutego 1980(dts)       | Stade Rennais        |
| 21 | PM      | Badr El Kaddouri     | 31 stycznia 1981(dts)     | Dynamo Kijów         |
| 22 | BR      | Nadir Lamyaghri      | 13 lutego 1976(dts)       | Wydad Casablanca     |
| 23 | NP      | Mohamed Armoumen     | 19 września 1979(dts)     | Al Kuwait Kaifan     |

## Nigeria
Trener:  Augustine Eguavoen (ur. 19 sierpnia 1965(dts))
| Nr | Pozycja | Zawodnik          | Data urodzenia            | Klub                 |
| -- | ------- | ----------------- | ------------------------- | -------------------- |
| 1  | BR      | Vincent Enyeama   | 29 sierpnia 1982(dts)     | Bene Jehuda Tel Awiw |
| 2  | OB      | Joseph Yobo       | 6 września 1980(dts)      | Everton              |
| 3  | OB      | Taye Taiwo        | 16 maja 1985(dts)         | Olympique Marsylia   |
| 4  | NP      | Nwankwo Kanu      | 1 sierpnia 1976(dts)      | West Bromwich Albion |
| 5  | OB      | Chidi Odiah       | 17 grudnia 1983(dts)      | CSKA Moskwa          |
| 6  | OB      | Joseph Enakarhire | 6 listopada 1982(dts)     | Dinamo Moskwa        |
| 7  | NP      | John Utaka        | 8 stycznia 1982(dts)      | Stade Rennais        |
| 8  | PM      | John Obi Mikel    | 22 kwietnia 1987(dts)     | Lyn Fotball          |
| 9  | NP      | Obafemi Martins   | 28 października 1984(dts) | Inter Mediolan       |
| 10 | PM      | Jay-Jay Okocha    | 14 sierpnia 1973(dts)     | Bolton Wanderers     |
| 11 | PM      | Garba Lawal       | 22 maja 1974(dts)         | Iraklis Saloniki     |
| 12 | BR      | Augustine Ejide   | 8 kwietnia 1984(dts)      | ÉS Sahel             |
| 13 | PM      | Ayila Yussuf      | 4 listopada 1984(dts)     | Dynamo Kijów         |
| 14 | NP      | Victor Obinna     | 25 marca 1987(dts)        | Chievo Verona        |
| 15 | PM      | Paul Obiefule     | 15 maja 1986(dts)         | Viborg FF            |
| 16 | PM      | Wilson Oruma      | 30 grudnia 1976(dts)      | Olympique Marsylia   |
| 17 | NP      | Julius Aghahowa   | 12 lutego 1982(dts)       | Szachtar Donieck     |
| 18 | PM      | Christian Obodo   | 11 maja 1984(dts)         | Udinese Calcio       |
| 19 | NP      | Stephen Makinwa   | 26 lipca 1983(dts)        | US Palermo           |
| 20 | NP      | Peter Odemwingie  | 15 lipca 1981(dts)        | Lille OSC            |
| 21 | OB      | Obinna Nwaneri    | 19 marca 1982(dts)        | Espérance Tunis      |
| 22 | PM      | Sani Kaita        | 2 maja 1986(dts)          | Sparta Rotterdam     |
| 23 | BR      | Dele Aiyenugba    | 20 listopada 1983(dts)    | Enyimba FC           |

## Południowa Afryka
Trener:  Theodore Dumitru (ur. 2 września 1939(dts))
| Nr | Pozycja | Zawodnik           | Data urodzenia           | Klub                |
| -- | ------- | ------------------ | ------------------------ | ------------------- |
| 1  | BR      | Calvin Marlin      | 20 kwietnia 1976(dts)    | SuperSport United   |
| 2  | OB      | Jimmy Tau          | 23 lipca 1980(dts)       | Kaizer Chiefs       |
| 3  | PM      | Daniel Tshabalala  | 6 października 1977(dts) | Orlando Pirates     |
| 4  | OB      | Ricardo Katza      | 12 marca 1978(dts)       | SuperSport United   |
| 5  | PM      | Mbulelo Mabizela   | 16 września 1980(dts)    | Vålerenga Fotball   |
| 6  | OB      | Siboniso Gaxa      | 6 kwietnia 1984(dts)     | SuperSport United   |
| 7  | PM      | Siphiwe Tshabalala | 25 września 1984(dts)    | Free State Stars    |
| 8  | PM      | Mlungisi Gumbi     | 9 marca 1980(dts)        | Golden Arrows       |
| 9  | NP      | Nkosinathi Nhleko  | 24 lipca 1979(dts)       | Viking FK           |
| 10 | PM      | Benedict Vilakazi  | 9 sierpnia 1982(dts)     | Orlando Pirates     |
| 11 | PM      | Elrio van Heerden  | 11 lipca 1983(dts)       | FC København        |
| 12 | PM      | Joseph Makhanya    | 15 września 1981(dts)    | Orlando Pirates     |
| 13 | OB      | Pierre Issa        | 11 września 1975(dts)    | OFI Kreta           |
| 14 | NP      | Siyabonga Nomvethe | 2 grudnia 1977(dts)      | Orlando Pirates     |
| 15 | PM      | Sibusiso Zuma      | 20 czerwca 1975(dts)     | Arminia Bielefeld   |
| 16 | BR      | Moeneeb Josephs    | 19 maja 1980(dts)        | Ajax Kapsztad       |
| 17 | NP      | Benny McCarthy     | 12 listopada 1977(dts)   | FC Porto            |
| 18 | NP      | Katlego Mphela     | 24 listopada 1984(dts)   | SuperSport United   |
| 19 | NP      | Tsepo Masilela     | 5 maja 1985(dts)         | Premier United      |
| 20 | PM      | Siyabonga Nkosi    | 22 sierpnia 1981(dts)    | Bloemfontein Celtic |
| 21 | OB      | Vuyo Mere          | 5 marca 1984(dts)        | Mamelodi Sundowns   |
| 22 | BR      | Avril Phali        | 17 sierpnia 1978(dts)    | Jomo Cosmos         |
| 23 | NP      | Lebohang Mokoena   | 29 września 1986(dts)    | Orlando Pirates     |

## Senegal
Trener:  Abdoulaye Sarr (ur. 31 października 1951(dts))
| Nr | Pozycja | Zawodnik              | Data urodzenia            | Klub                 |
| -- | ------- | --------------------- | ------------------------- | -------------------- |
| 1  | BR      | Tony Sylva            | 17 maja 1975(dts)         | Lille OSC            |
| 2  | OB      | Omar Daf              | 12 lutego 1977(dts)       | FC Sochaux           |
| 3  | OB      | Guirane N’Daw         | 24 kwietnia 1984(dts)     | FC Sochaux           |
| 4  | OB      | Pape Diakhaté         | 24 czerwca 1984(dts)      | AS Nancy             |
| 5  | OB      | Souleymane Diawara    | 24 grudnia 1978(dts)      | FC Sochaux           |
| 6  | NP      | Rahmane Barry         | 30 czerwca 1986(dts)      | FC Lorient           |
| 7  | NP      | Henri Camara          | 10 maja 1977(dts)         | Wigan Athletic       |
| 8  | NP      | Mamadou Niang         | 13 października 1979(dts) | Olympique Marsylia   |
| 9  | NP      | Souleymane Camara     | 22 grudnia 1982(dts)      | OGC Nice             |
| 10 | PM      | Issa Ba               | 7 października 1981(dts)  | LB Châteauroux       |
| 11 | NP      | El Hadji Diouf        | 15 stycznia 1981(dts)     | Bolton Wanderers     |
| 12 | PM      | Amdy Faye             | 12 marca 1977(dts)        | Newcastle United     |
| 13 | OB      | Lamine Diatta         | 2 lipca 1975(dts)         | Olympique Lyon       |
| 14 | NP      | Frédéric Mendy        | 6 listopada 1981(dts)     | AS Saint-Étienne     |
| 15 | PM      | Diomansy Kamara       | 8 listopada 1980(dts)     | West Bromwich Albion |
| 16 | BR      | Pape Mamadou Diouf    | 31 grudnia 1982(dts)      | ASC Jeanne d’Arc     |
| 17 | OB      | Ferdinand Coly        | 10 września 1973(dts)     | Parma F.C.           |
| 18 | OB      | Boukary Dramé         | 22 lipca 1985(dts)        | Paris Saint-Germain  |
| 19 | PM      | Papa Bouba Diop       | 28 stycznia 1978(dts)     | Fulham               |
| 20 | PM      | Abdoulaye Diagne-Faye | 26 lutego 1978(dts)       | Bolton Wanderers     |
| 21 | OB      | Habib Beye            | 19 października 1977(dts) | Olympique Marsylia   |
| 22 | BR      | Cheick N’Diaye        | 15 lutego 1985(dts)       | Stade Rennais        |
| 23 | PM      | Dino Djiba            | 20 grudnia 1985(dts)      | FC Metz              |

## Togo
Trener:  Stephen Keshi (ur. 22 stycznia 1962(dts))
| Nr | Pozycja | Zawodnik               | Data urodzenia           | Klub                  |
| -- | ------- | ---------------------- | ------------------------ | --------------------- |
| 1  | BR      | Ouro-Nimini Tchagnirou | 31 grudnia 1974(dts)     | Djoliba AC            |
| 2  | OB      | Daré Nibombé           | 14 czerwca 1980(dts)     | RAEC Mons             |
| 3  | OB      | Jean-Paul Abalo        | 26 czerwca 1975(dts)     | USL Dunkerque         |
| 4  | NP      | Emmanuel Adebayor      | 24 lutego 1984(dts)      | Arsenal Londyn        |
| 5  | OB      | Massamasso Tchangai    | 8 sierpnia 1978(dts)     | Benevento Calcio      |
| 6  | PM      | Yao Aziawonou          | 30 listopada 1979(dts)   | BSC Young Boys        |
| 7  | PM      | Moustapha Salifou      | 1 czerwca 1983(dts)      | Brest                 |
| 8  | OB      | Abdoul-Gafar Mamah     | 24 sierpnia 1985(dts)    | FC 105 Libreville     |
| 9  | NP      | Mickaël Dogbé          | 26 listopada 1976(dts)   | Baniyas SC            |
| 10 | PM      | Mamam Cherif Touré     | 13 stycznia 1981(dts)    | FC Metz               |
| 11 | NP      | Sherif Touré Coubageat | 27 grudnia 1983(dts)     | Concordia Ihrhove     |
| 12 | OB      | Éric Akoto             | 20 września 1980(dts)    | Admira Wacker Mödling |
| 13 | OB      | Emmanuel Mathias       | 3 kwietnia 1986(dts)     | Espérance Tunis       |
| 14 | NP      | Adékambi Olufadé       | 7 stycznia 1980(dts)     | Al-Sailiya            |
| 15 | PM      | Alaixys Romao          | 18 stycznia 1984(dts)    | CS Louhans-Cuiseaux   |
| 16 | BR      | Kossi Agassa           | 2 lipca 1978(dts)        | FC Metz               |
| 17 | NP      | Mohamed Kader          | 8 kwietnia 1979(dts)     | En Avant Guingamp     |
| 18 | NP      | Yao Junior Sènaya      | 19 kwietnia 1984(dts)    | YF Juventus           |
| 19 | PM      | Haliru Alidu           | 24 lutego 1984(dts)      | Douanes Lomé          |
| 20 | OB      | Ludovic Assemoassa     | 18 września 1980(dts)    | Ciudad de Murcia      |
| 21 | PM      | Atte-Oudeyi Zanzan     | 2 września 1980(dts)     | KSC Lokeren           |
| 22 | BR      | Kodjovi Obilalé        | 8 października 1984(dts) | Étoile Filante        |
| 23 | PM      | Kassim Guyazou         | 7 stycznia 1982(dts)     | Étoile Filante        |

## Tunezja
Trener:  Roger Lemerre (ur. 18 czerwca 1941(dts))
| Nr | Pozycja | Zawodnik               | Data urodzenia           | Klub                 |
| -- | ------- | ---------------------- | ------------------------ | -------------------- |
| 1  | BR      | Ali Boumnijel          | 13 kwietnia 1966(dts)    | Club Africain Tunis  |
| 2  | OB      | Issam Merdassi         | 16 marca 1981(dts)       | CS Sfaxien           |
| 3  | OB      | Karim Haggui           | 20 stycznia 1981(dts)    | RC Strasbourg        |
| 4  | PM      | Sofiane Melliti        | 18 sierpnia 1978(dts)    | Worskła Połtawa      |
| 5  | NP      | Ziad Jaziri            | 18 lipca 1978(dts)       | Troyes AC            |
| 6  | OB      | Hatem Trabelsi         | 25 stycznia 1977(dts)    | Ajax Amsterdam       |
| 7  | PM      | Chaouki Ben Saada      | 1 lipca 1984(dts)        | SC Bastia            |
| 8  | PM      | Hamed Namouchi         | 14 lutego 1984(dts)      | Rangers F.C.         |
| 9  | NP      | Haykel Guemamdia       | 22 grudnia 1981(dts)     | RC Strasbourg        |
| 10 | PM      | Kaies Ghodhbane        | 7 stycznia 1976(dts)     | Samsunspor           |
| 11 | NP      | Francileudo dos Santos | 20 marca 1979(dts)       | Toulouse FC          |
| 12 | PM      | Jawhar Mnari           | 8 listopada 1976(dts)    | 1. FC Nürnberg       |
| 13 | PM      | Riadh Bouazizi         | 8 kwietnia 1973(dts)     | Kayseri Erciyesspor  |
| 14 | PM      | Adel Chedli            | 16 września 1976(dts)    | 1. FC Nürnberg       |
| 15 | OB      | Radhi Jaïdi            | 30 września 1975(dts)    | Bolton Wanderers     |
| 16 | BR      | Khaled Fadhel          | 29 września 1976(dts)    | Kayseri Erciyesspor  |
| 17 | NP      | Issam Jemâa            | 28 stycznia 1984(dts)    | RC Lens              |
| 18 | PM      | Selim Benachour        | 8 października 1981(dts) | Vitória de Guimarães |
| 19 | OB      | Anis Ayari             | 16 lutego 1982(dts)      | Samsunspor           |
| 20 | OB      | José Clayton           | 21 marca 1974(dts)       | Al-Sadd              |
| 21 | OB      | Alaeddine Yahia        | 26 września 1981(dts)    | AS Saint-Étienne     |
| 22 | BR      | Hamdi Kasraoui         | 18 stycznia 1983(dts)    | Espérance Tunis      |
| 23 | NP      | Amine Ltaïef           | 4 lipca 1984(dts)        | Espérance Tunis      |

## Wybrzeże Kości Słoniowej
Trener:  Henri Michel (ur. 29 października 1947(dts))
| Nr | Pozycja | Zawodnik           | Data urodzenia           | Klub                 |
| -- | ------- | ------------------ | ------------------------ | -------------------- |
| 1  | BR      | Jean-Jacques Tizié | 7 września 1972(dts)     | Espérance Tunis      |
| 2  | PM      | Kanga Akalé        | 7 marca 1981(dts)        | AJ Auxerre           |
| 3  | OB      | Arthur Boka        | 2 kwietnia 1983(dts)     | RC Strasbourg        |
| 4  | OB      | Kolo Touré         | 19 marca 1981(dts)       | Arsenal Londyn       |
| 5  | PM      | Didier Zokora      | 14 grudnia 1980(dts)     | AS Saint-Étienne     |
| 6  | OB      | Blaise Kouassi     | 2 lutego 1971(dts)       | Troyes AC            |
| 7  | PM      | Emerse Faé         | 24 stycznia 1984(dts)    | FC Nantes            |
| 8  | PM      | Bonaventure Kalou  | 12 stycznia 1978(dts)    | Paris Saint-Germain  |
| 9  | NP      | Arouna Koné        | 11 listopada 1983(dts)   | PSV Eindhoven        |
| 10 | PM      | Gilles Yapi Yapo   | 30 stycznia 1982(dts)    | FC Nantes            |
| 11 | NP      | Didier Drogba      | 11 marca 1978(dts)       | Chelsea Londyn       |
| 12 | OB      | Abdoulaye Méïté    | 6 października 1980(dts) | Olympique Marsylia   |
| 13 | OB      | Marco Zoro         | 27 grudnia 1983(dts)     | FC Messina           |
| 14 | NP      | Bakari Koné        | 17 września 1981(dts)    | OGC Nice             |
| 15 | NP      | Aruna Dindane      | 26 listopada 1980(dts)   | RC Lens              |
| 16 | BR      | Gérard Gnanhouan   | 12 lutego 1979(dts)      | Montpellier HSC      |
| 17 | OB      | Cyril Domoraud     | 22 lipca 1971(dts)       | US Créteil-Lusitanos |
| 18 | PM      | Siaka Tiéné        | 22 lutego 1982(dts)      | AS Saint-Étienne     |
| 19 | PM      | Yaya Touré         | 13 maja 1983(dts)        | Olympiakos SFP       |
| 20 | PM      | Guy Demel          | 13 czerwca 1981(dts)     | Hamburger SV         |
| 21 | OB      | Emmanuel Eboué     | 4 czerwca 1983(dts)      | Arsenal Londyn       |
| 22 | PM      | Romaric            | 4 czerwca 1983(dts)      | Le Mans FC           |
| 23 | BR      | Boubacar Barry     | 30 września 1981(dts)    | KSK Beveren          |

## Zambia
Trener:  Kalusha Bwalya (ur. 16 sierpnia 1963(dts))
| Nr | Pozycja | Zawodnik         | Data urodzenia        | Klub                  |
| -- | ------- | ---------------- | --------------------- | --------------------- |
| 1  | BR      | Kennedy Mweene   | 11 grudnia 1984(dts)  | Free State Stars      |
| 2  | NP      | Dube Phiri       | 16 stycznia 1983(dts) | Red Arrows Lusaka     |
| 3  | OB      | Kennedy Nketani  | 25 grudnia 1984(dts)  | Zanaco FC             |
| 4  | OB      | Joseph Musonda   | 30 maja 1977(dts)     | Free State Stars      |
| 5  | OB      | Elijah Tana      | 28 lutego 1985(dts)   | Petro Atlético Luanda |
| 6  | OB      | Mark Sinyangwe   | 29 grudnia 1979(dts)  | Green Buffaloes       |
| 7  | PM      | Clifford Mulenga | 7 sierpnia 1987(dts)  | Örgryte IS            |
| 8  | PM      | Isaac Chansa     | 23 marca 1984(dts)    | Orlando Pirates       |
| 9  | NP      | Collins Mbesuma  | 3 lutego 1984(dts)    | Portsmouth F.C.       |
| 10 | PM      | Ian Bakala       | 1 listopada 1980(dts) | Primeiro de Agosto    |
| 11 | PM      | Chris Katongo    | 31 sierpnia 1982(dts) | Jomo Cosmos           |
| 12 | OB      | Harry Milanzi    | 13 marca 1978(dts)    | Primeiro de Agosto    |
| 13 | OB      | Misheck Lungu    | 2 maja 1980(dts)      | Primeiro de Agosto    |
| 14 | PM      | Mumamba Numba    | 21 marca 1978(dts)    | Zanaco FC             |
| 15 | NP      | Linos Chalwe     | 17 września 1980(dts) | ÉS Sahel              |
| 16 | BR      | George Kolala    | 3 marca 1976(dts)     | Zanaco FC             |
| 17 | PM      | Andrew Sinkala   | 18 czerwca 1979(dts)  | 1. FC Köln            |
| 18 | OB      | Billy Mwanza     | 1 stycznia 1983(dts)  | Golden Arrows         |
| 19 | OB      | Clive Hachilensa | 13 maja 1983(dts)     | Free State Stars      |
| 20 | PM      | Felix Katongo    | 18 kwietnia 1984(dts) | Jomo Cosmos           |
| 21 | PM      | Rainford Kalaba  | 14 sierpnia 1986(dts) | OGC Nice              |
| 22 | NP      | James Chamanga   | 2 lutego 1980(dts)    | Bush Bucks            |
| 23 | PM      | William Njobvu   | 4 marca 1987(dts)     | Lusaka Dynamos        |

## Zimbabwe
Trener:  Charles Mhlauri (ur. 19 czerwca 1969(dts))
| Nr | Pozycja | Zawodnik              | Data urodzenia            | Klub                 |
| -- | ------- | --------------------- | ------------------------- | -------------------- |
| 1  | BR      | Energy Murambadoro    | 27 czerwca 1982(dts)      | CAPS United          |
| 2  | OB      | Herbert Dick          | 2 września 1981(dts)      | AmaZulu FC           |
| 3  | PM      | Esrom Nyandoro        | 6 lutego 1980(dts)        | Mamelodi Sundowns    |
| 4  | OB      | Bekithemba Ndlovu     | 9 sierpnia 1976(dts)      | Silver Stars         |
| 5  | PM      | Francis Chandida      | 28 maja 1979(dts)         | Buymore Chitungwiza  |
| 6  | OB      | Zvenyika Makonese     | 7 lipca 1977(dts)         | Santos               |
| 7  | PM      | Joël Lupahla          | 26 września 1977(dts)     | SuperSport United    |
| 8  | PM      | Tinashe Nengomasha    | 2 września 1982(dts)      | Kaizer Chiefs        |
| 9  | NP      | Benjani Mwaruwari     | 13 sierpnia 1978(dts)     | Portsmouth F.C.      |
| 10 | NP      | Shingi Kawondera      | 31 lipca 1982(dts)        | Bez klubu            |
| 11 | OB      | Charles Yohane        | 26 sierpnia 1973(dts)     | Bidvest Wits         |
| 12 | NP      | Peter Ndlovu          | 25 lutego 1973(dts)       | Mamelodi Sundowns    |
| 13 | OB      | Cephas Chimedza       | 5 grudnia 1984(dts)       | Germinal Beerschot   |
| 14 | OB      | George Mbwando        | 29 października 1975(dts) | Jahn Regensburg      |
| 15 | PM      | Ronald Sibanda        | 29 sierpnia 1976(dts)     | AmaZulu FC           |
| 16 | BR      | Tapuwa Kapini         | 17 lipca 1984(dts)        | Highlanders Bulawayo |
| 17 | NP      | Gilbert Mushangazhike | 11 sierpnia 1975(dts)     | Jiangsu Shuntian     |
| 18 | NP      | Brian Badza           | 23 czerwca 1979(dts)      | CAPS United          |
| 19 | PM      | Edzai Kasinauyo       | 28 marca 1985(dts)        | Moroka Swallows      |
| 20 | PM      | Edelbert Dinha        | 14 marca 1974(dts)        | Orlando Pirates      |
| 21 | OB      | James Matola          | 31 maja 1977(dts)         | Buymore Chitungwiza  |
| 22 | PM      | James Chamanga        | 21 czerwca 1971(dts)      | CAPS United          |
| 23 | BR      | Gift Muzadzi          | 2 października 1974(dts)  | Buymore Chitungwiza  |